# مورغان بيتس
مورغان بيتس هو محامي وسياسي أمريكي، ولد في 12 يوليو 1806 في مقاطعة وارين في الولايات المتحدة، وتوفي في 2 مارس 1874. نشط حزبياً في الحزب الجمهوري. وقد انتخب نائب حاكم ميشيغان ‏.